# Gluema ivorensis
Gluema ivorensis là một loài thực vật thuộc họ Sapotaceae. Loài này có ở Cameroon, Bờ Biển Ngà, Gabon, và Ghana. Chúng hiện đang bị đe dọa vì mất môi trường sống.